# Liga Femenina 2 de baloncesto 2017-18
La Liga Femenina 2 de baloncesto 2017-18 fue la 17.ª temporada de la segunda máxima competición de clubes femeninos de baloncesto en España, organizada por la Federación Española de Baloncesto.

## Formato
- Liga regular: participaron 28 equipos, divididos en dos grupos de catorce equipos cada uno.[1]En cada grupo jugaron todos contra todos en partidos de ida/vuelta en 26 jornadas.
- Fase final: los cuatro primeros de ambos grupos disputaron en una misma sede la fase de ascenso a Liga Femenina, se dividieron en dos grupos de cuatro equipos, dos del grupo A y 2 del grupo B según el orden de clasificación. Los dos mejores de cada grupo pasaron a las semifinales. El ganador de cada una de ellas ascendió deportivamente a Liga Femenina.[2]
- Los dos últimos clasificados en la liga regular en cada grupo descendieron a Primera División Femenina.

## Equipos por comunidad autónoma

### Grupo A
| Comunidad autónoma | N.º | Equipos |
| ------------------ | --- | --- |
| Asturias           | 3   | Inmobiliaria Víctor Antuña - ADBA (Avilés) Ascensores Tresa - Basket Mar Gijón (Gijón) Universidad de Oviedo-Unión Financiera Asturiana (Oviedo) |
| Castilla y León    | 1   | Patatas Hijolusa (León) |
| Cataluña           | 4   | Barça CBS (Sant Feliú de Llobregat) Joventut Les Corts (Barcelona) Lima-Horta Barcelona (Barcelona) Segle XXI (Barcelona)                        |
| Galicia            | 4   | RC Celta Zorka (Vigo) Durán Maquinaria Ensino (Lugo) Kemegal Cortegada (Villagarcía de Arosa) CB Arxil (Pontevedra)                              |
| País Vasco         | 2   | Gdko Ibaizabal (Galdácano) Añares Rioja ISB (Azpeitia)                                                                                           |

### Grupo B
| Comunidad autónoma   | N.º | Equipos |
| -------------------- | --- | --- |
| Andalucía            | 2   | ISE CB Almería (Almería) Corral y Vargas Clínica Dental Granada (Granada) |
| Canarias             | 4   | Spar Gran Canaria (Las Palmas de Gran Canaria) Vega Lagunera Adareva (San Cristóbal de La Laguna) Ciudad de los Adelantados (San Cristóbal de La Laguna) Magec Tías Contra Violencia Género (Tías) |
| Comunidad de Madrid  | 5   | Centros Único Real Canoe NC (Madrid) Laboratorios Ynsadiet Leganés (Leganés) Pacisa Alcobendas (Alcobendas) Distrito Olímpico (Madrid) Olímpico 64 Colegio Santa Gema (Madrid)                     |
| Comunidad Valenciana | 2   | Valencia BC (Valencia) Picken La Cuina Claret (Valencia) |
| La Rioja             | 1   | Campus Promete LF2 (Logroño) |

## Liga Regular

### Grupo A
| | Equipo                                           | Puntos | J  | G  | P  | PF   | PC   | DP   |
| --- | ------------------------------------------------ | ------ | -- | -- | -- | ---- | ---- | ---- |
| 1 | RC Celta Zorka                                   | 47     | 26 | 21 | 5  | 1868 | 1559 | 309  |
| 2 | Durán Maquinaria Ensino                          | 46     | 26 | 20 | 6  | 1909 | 1657 | 252  |
| 3 | Patatas Hijolusa                                 | 46     | 26 | 20 | 6  | 1801 | 1562 | 239  |
| 4 | Gdko Ibaizabal                                   | 45     | 26 | 19 | 7  | 1809 | 1497 | 312  |
| 5 | Joventut Les Corts                               | 41     | 26 | 15 | 11 | 1770 | 1710 | 60   |
| 6 | Barça CBS                                        | 40     | 26 | 14 | 12 | 1747 | 1733 | 14   |
| 7 | Kemegal Cortegada                                | 40     | 26 | 14 | 12 | 1721 | 1679 | 42   |
| 8 | Añares Rioja ISB                                 | 40     | 26 | 14 | 12 | 1792 | 1793 | -1   |
| 9 | CB Arxil                                         | 38     | 26 | 12 | 14 | 1718 | 1748 | -30  |
| 10 | Lima-Horta Barcelona                             | 34     | 26 | 8  | 18 | 1521 | 1777 | -256 |
| 11 | Ascensores Tresa - Basket Mar Gijón              | 34     | 26 | 8  | 18 | 1701 | 1799 | -98  |
| 12 | Inmobiliaria Víctor Antuña - ADBA                | 34     | 26 | 8  | 18 | 1603 | 1761 | -158 |
| 13 | Segle XXI                                        | 33     | 26 | 7  | 19 | 1517 | 1741 | -224 |
| 14 | Universidad de Oviedo-Unión Financiera Asturiana | 28     | 26 | 2  | 24 | 1536 | 1997 | -461 |
| Fuente: Federación Española de Baloncesto: Clasificación de la Liga Femenina 2 - Grupo A; actualización automática |                                                  |        |    |    |    |      |      |      |

### Grupo B
| | Equipo                                 | Puntos | J  | G  | P  | PF   | PC   | DP   |
| --- | -------------------------------------- | ------ | -- | -- | -- | ---- | ---- | ---- |
| 1 | Valencia BC                            | 49     | 26 | 23 | 3  | 1880 | 1446 | 434  |
| 2 | Spar Gran Canaria                      | 49     | 26 | 23 | 3  | 1985 | 1604 | 381  |
| 3 | Ciudad de los Adelantados              | 45     | 26 | 19 | 7  | 1831 | 1618 | 213  |
| 4 | Picken La Cuina Claret                 | 44     | 26 | 18 | 8  | 1666 | 1599 | 67   |
| 5 | Laboratorios Ynsadiet Leganés          | 43     | 26 | 17 | 9  | 1700 | 1531 | 169  |
| 6 | Pacisa Alcobendas                      | 42     | 26 | 16 | 10 | 1895 | 1743 | 152  |
| 7 | Centros Único Real Canoe NC            | 40     | 26 | 14 | 12 | 1596 | 1565 | 34   |
| 8 | Magec Tías Contra Violencia Género     | 37     | 26 | 11 | 15 | 1648 | 1691 | -43  |
| 9 | Campus Promete LF2                     | 35     | 26 | 9  | 17 | 1626 | 1765 | -139 |
| 10 | Corral y Vargas Clínica Dental Granada | 34     | 26 | 8  | 18 | 1559 | 1725 | -166 |
| 11 | Distrito Olímpico                      | 33     | 26 | 7  | 19 | 1614 | 1788 | -174 |
| 12 | ISE CB Almería                         | 33     | 26 | 7  | 19 | 1599 | 1879 | -280 |
| 13 | Olímpico 64 Colegio Santa Gema         | 32     | 26 | 6  | 20 | 1490 | 1813 | -323 |
| 14 | Vega Lagunera Adareva                  | 30     | 26 | 4  | 22 | 1500 | 1822 | -322 |
| Fuente: Federación Española de Baloncesto: Clasificación de la Liga Femenina 2 - Grupo B; actualización automática |                                        |        |    |    |    |      |      |      |

## Fase Final

### Grupo 1
| | Equipo                    | Puntos | J | G | P | PF  | PC  | DP  |
| --- | ------------------------- | ------ | - | - | - | --- | --- | --- |
| 1 | RC Celta Zorka            | 5      | 3 | 2 | 1 | 200 | 199 | 1   |
| 2 | Spar Gran Canaria         | 5      | 3 | 2 | 1 | 203 | 192 | 11  |
| 3 | Gdko Ibaizabal            | 4      | 3 | 1 | 2 | 183 | 206 | -23 |
| 4 | Ciudad de los Adelantados | 4      | 3 | 1 | 2 | 207 | 196 | 11  |
| Fuente: Federación Española de Baloncesto: Clasificación de la Liga Femenina 2 - Final Grupo 1; actualización automática |                           |        |   |   |   |     |     |     |

### Grupo 2
| | Equipo                  | Puntos | J | G | P | PF  | PC  | DP  |
| --- | ----------------------- | ------ | - | - | - | --- | --- | --- |
| 1 | Durán Maquinaria Ensino | 6      | 3 | 3 | 0 | 223 | 191 | 32  |
| 2 | Valencia BC             | 5      | 3 | 2 | 1 | 212 | 156 | 56  |
| 3 | Picken La Cuina Claret  | 4      | 3 | 1 | 2 | 177 | 216 | -39 |
| 4 | Patatas Hijolusa        | 3      | 3 | 0 | 3 | 169 | 218 | -49 |
| Fuente: Federación Española de Baloncesto: Clasificación de la Liga Femenina 2 - Final Grupo 2; actualización automática |                         |        |   |   |   |     |     |     |

### Partidos para el ascenso
| Equipo 1          | Resultado | Equipo 2                |
| ----------------- | --------- | ----------------------- |
| RC Celta Zorka    | 51-54     | Valencia BC             |
| Spar Gran Canaria | 65-84     | Durán Maquinaria Ensino |

## Postemporada
Ascendieron a Liga Femenina:
- Durán Maquinaria Ensino (Campeonas).
- Valencia BC (Subcampeonas).

Descendieron de Liga Femenina:
- Movistar Estudiantes.
- Campus Promete.

Descendieron a Primera División Fem:
- Universidad de Oviedo-Unión Financiera Asturiana.
- Vega Lagunera Adareva.
- Campus Promete LF2 (al descender de Liga Femenina su equipo matriz).
- (  Segle XXI y  Olímpico 64 Colegio Santa Gema también en posiciones de descenso, mantuvieron la categoría al ocupar vacantes).

Renunciaron a la Liga Femenina 2:
- Joventut Les Corts.
- Distrito Olímpico.
- Ascensores Tresa - Basket Mar Gijón.

Ascendieron desde Primera División Fem:
- Osés Construcción Ardoi.
- UCAM-Probelte Jairis.
- Advisoria Boet Mataró.
- Asisa-Alhaurín de la Torre.
- Maristas Coruña (al ocupar vacantes).
- CBF Cerdanyola (al ocupar vacantes).

La Liga Femenina 2 continuaría con 28 equipos en la siguiente temporada.